# Нью-Провіденс

Мапа острова

Нью-Про́віденс (Новий Провіденс, англ. New Providence) — рівнинний острів в складі Багамських островів. В адміністративному відношенні утворює окремий район, тут розташована столиця країни — місто Нассау.

## Розташування
Острів розташований в центральній частині архіпелагу, між островами Андрос на заході та Ельютера на сході.

## Історія
Хоча першими європейцями, які відвідали Багами, були збиральники солі з Бермуд, які в 1670 році збирали її на островах Гранд-Терк та Інагуа, вперше постійно був заселений саме острів Ельютера, а вже потім і Нью-Провіденс. Привабливість острова була у чи не найбільш захищеній гавані в Вест-Індії. Через це та через близькість Флоридської протоки острів став притулком піратів, які нападали на іспанські судна. Пік діяльності піратів прийшовсь на 1715—1725 роки, після чого британський уряд заснував офіційну колонію та військовий штаб в Нассау.
В лютому 1776 року, під час Американської революції, Ізек Хопкінс очолив ескадру в складі 7 кораблів для нападу на острів з ціллю поповнення запасів та зброї. 3 березня він висадив морський десант США чисельність 250 осіб. Під прикриттям кораблів «Провіденс» та «Хорнет», вони захопили форт Монтань. Англійці відійшли до форту Нассау, але пізніше здались американцям. Після революції на острів емігрувало декілька тисяч англійців із своїми рабами в надії відновити плантації. Бідні ґрунти та малі опади призвели до того, що на початок XIX століття острів майже знелюднився. Відновився видобуток солі. З усіх островів Багамського архіпелагу, тільки Нью-Провіденс більш-менш процвітав. До 1850 року всі фортеці острова були закинуті. Під час сухого закону економіка острова піднялась через контрабанду алкоголю.
Після 1960 року острів став місцем відпочинку американців. Тут з'явились численні туристичні об'єкти, була поглиблена гавань для круїзних суден. Зараз на острові проживає до 2/3 всіх багамців, хоча їхня частка трохи знизилась через розвиток Фріпорта на острові Велика Багама.

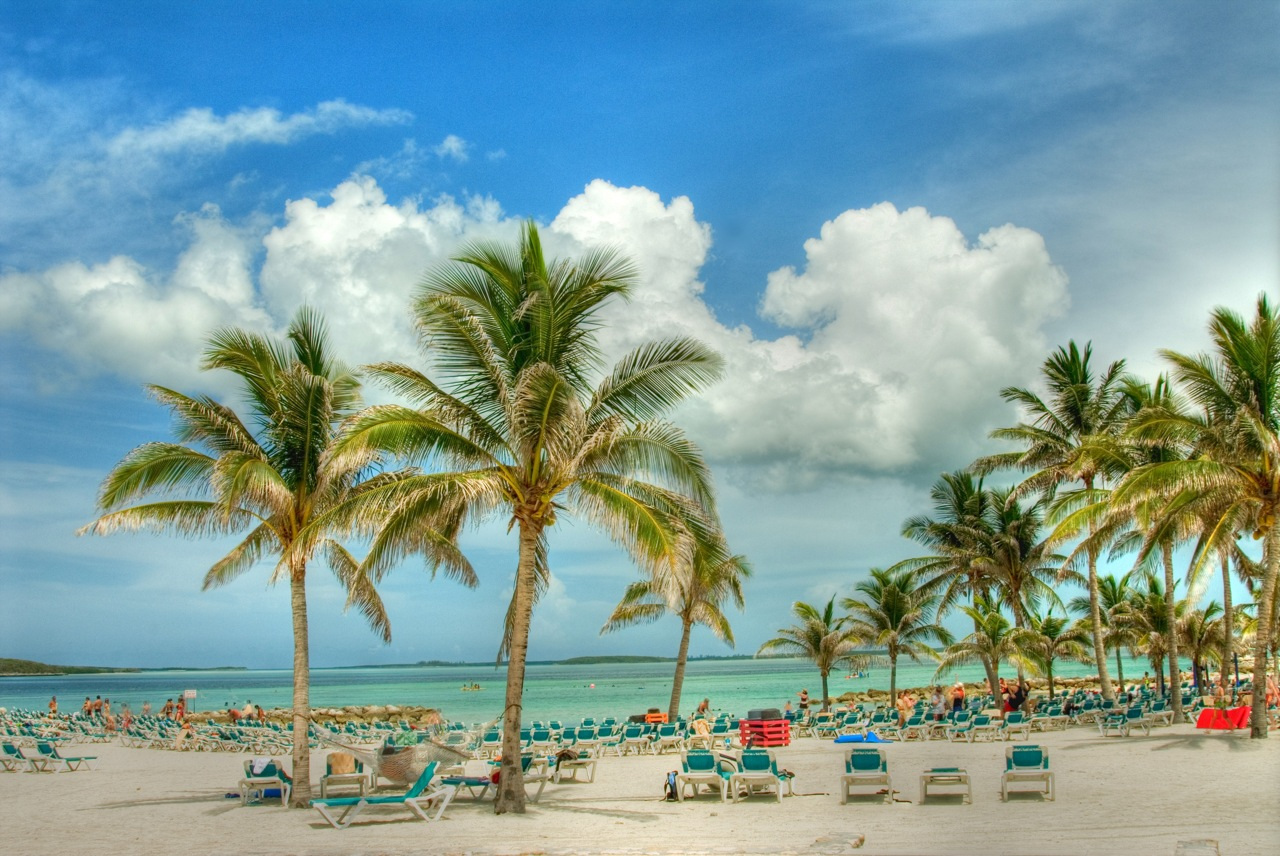
Пляжі Нью-Провіденса
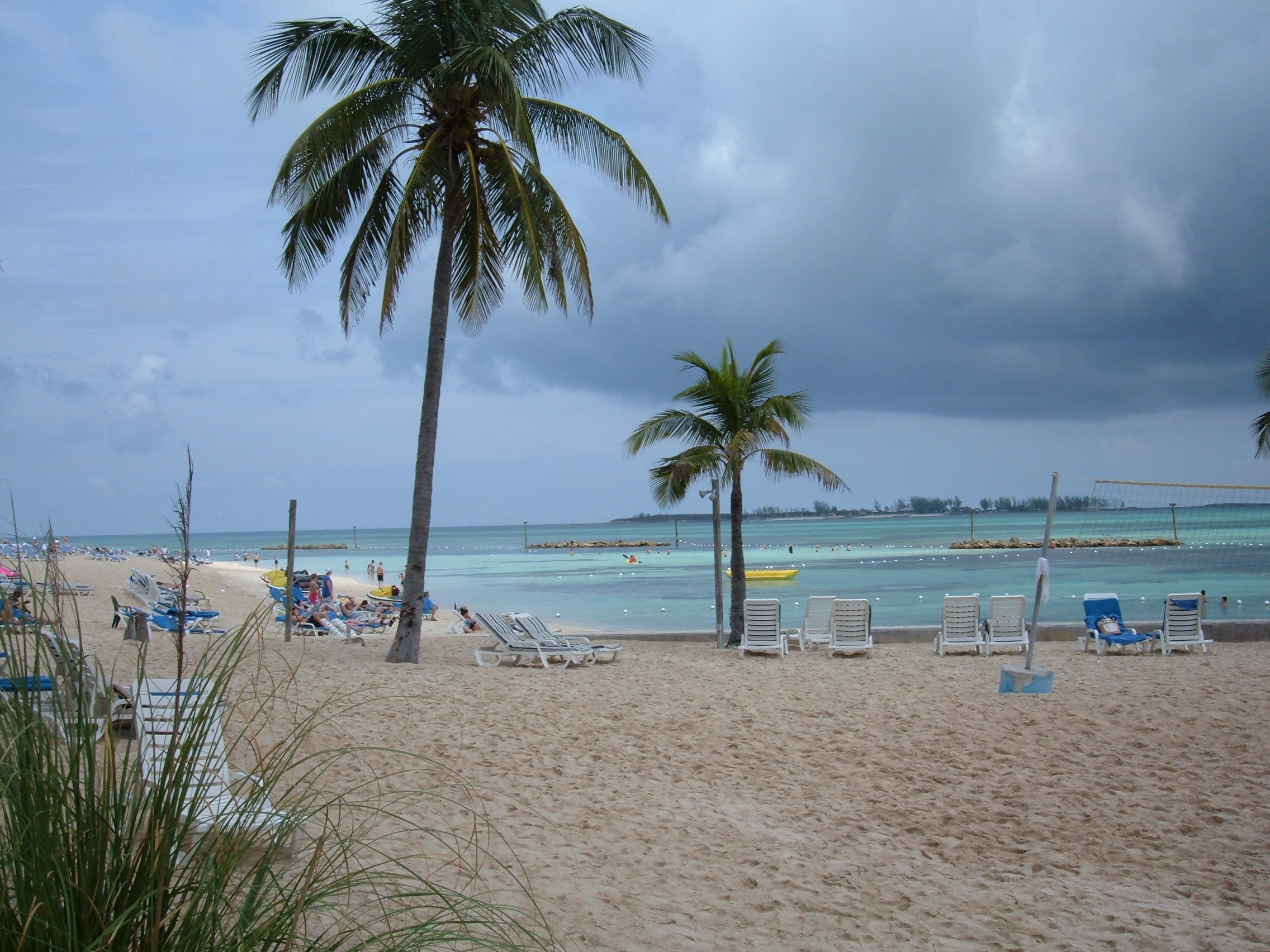
Пляжі Нью-провіденса
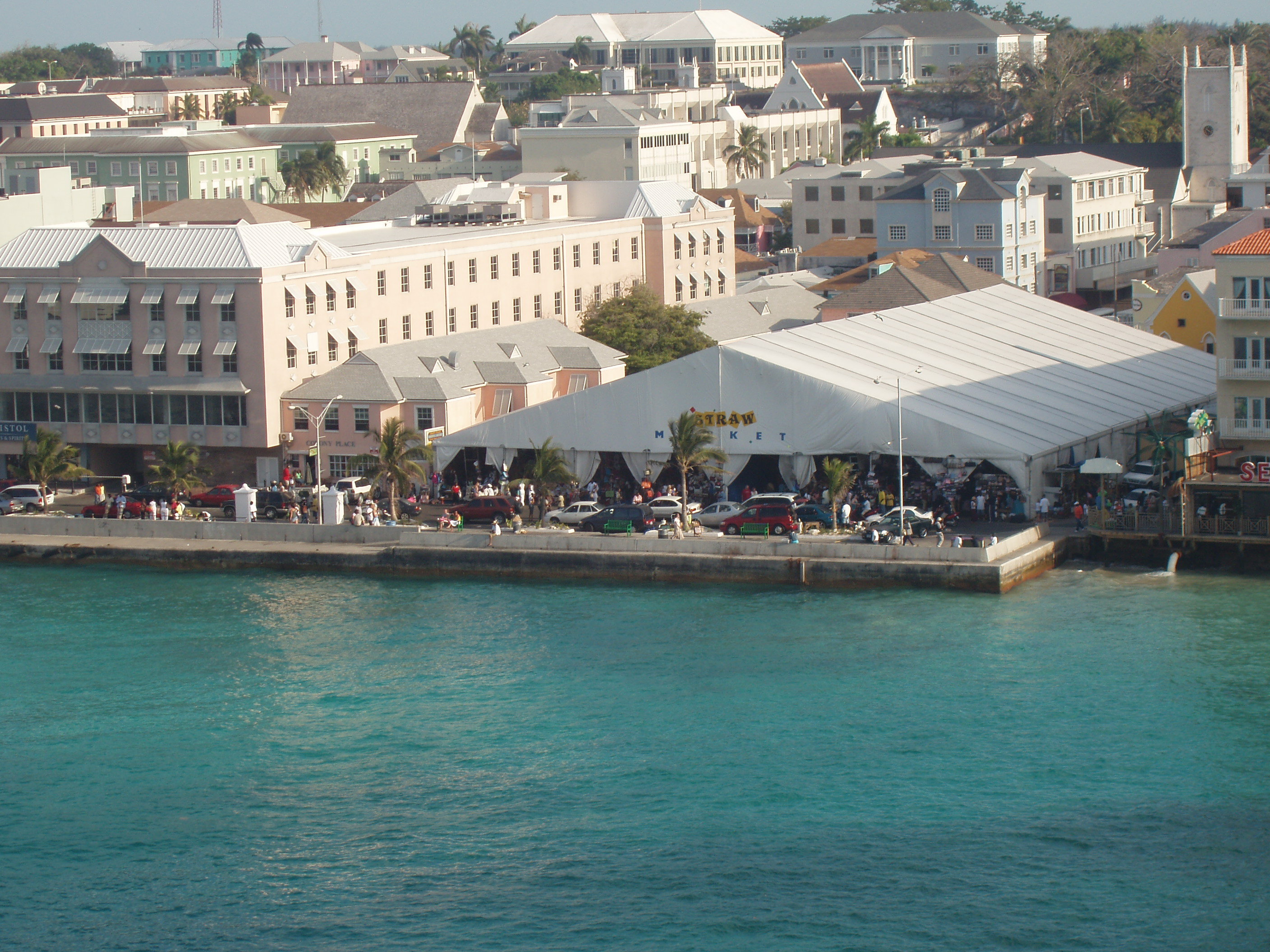
Місто Нассау
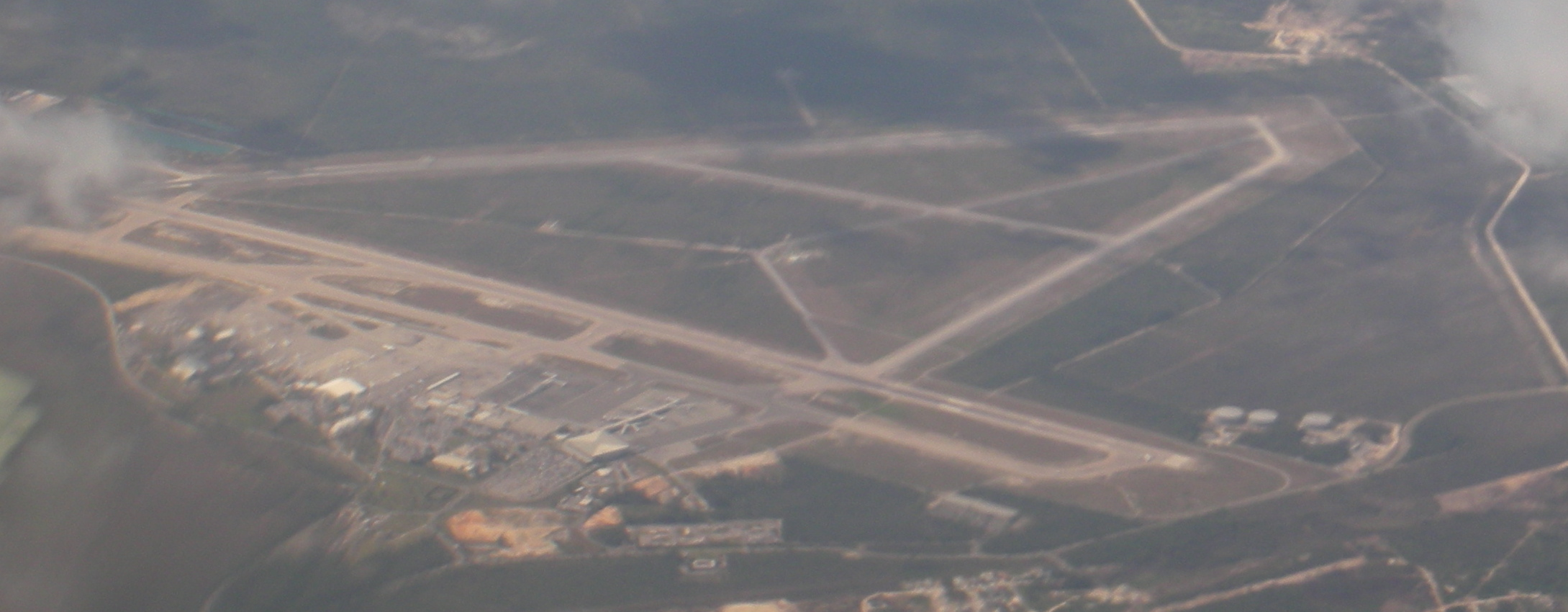
Аеропорт Лінден-Піндлінг